# Rue Cardan
Pour les articles homonymes, voir Cardan.
La rue Cardan est une voie située dans le quartier des Épinettes du 17e arrondissement de Paris.

## Situation et accès
La rue Cardan est desservie par la ligne 13 à la station Porte de Clichy, ainsi qu'à proximité par la ligne 3b du tramway d'Île-de-France.

## Origine du nom
Elle porte le nom du mathématicien, médecin et philosophe italien Jérôme Cardan (1501-1576).

## Historique
Cette rue est ouverte en 1933 par la ville de Paris sous sa dénomination actuelle.